# Сун Дзъ
Сун Дзъ (на китайски: 孫子) е китайски пълководец, стратег и мислител, живял през VI – V век пр.н.е. и написал около 510 пр.н.е. прочутия трактат за военна стратегия „Изкуството на войната“. Името, с което е известен, е езиково образувание в китайския език, което в превод буквално означава „майстор Сун“. В действителност неговото име е било Сун Ву и е бил познат извън своето семейство като Чанкин (такива имена са давани в Китай при навършване на пълнолетие).
Майстор Сун има значително влияние върху китайската и азиатската история и култура, като автор на „Изкуството на войната“ и като легендарна историческа фигура.
За живота на Сун Дзъ се знае малко. Смята се, че е роден в благородническо семейство в китайската провинция Шандун, по времето на империята Ву. Участвал е в многобройни битки, включително и с десетократно по-многоброен противник.